# ホワイトガウラーメン
ホワイトガウラーメンは千葉県袖ケ浦市のご当地ラーメン。

## 牛乳を使用したスープ
牛乳を使用した白いスープのラーメンである。牛乳の臭みは生姜を混ぜることで消している。

## 「袖－1グランプリ」
グランプリに選ばれた料理のレシピを広く公開し市内飲食店に普及、更には袖ケ浦のご当地グルメとして広くPRすることを目的として、袖ケ浦市観光協会が主催。
2011年（平成23年）2月に東京ドイツ村で行なわれた。
イベント当日は、各料理300食を用意し、来場者の投票により袖ケ浦のご当地グルメのグランプリが決定した。
「袖－1グランプリ」で優勝したのが、大衆中華ホサナの『ホワイトガウラーメン』である。
千葉県は酪農発祥の県であり、袖ケ浦市の牛乳生産量は県内トップクラスであることから、スープに牛乳を使ったホワイトガウラーメンが考案された。

## 命名
「ホワイト」は牛乳の白、「ガウラ」は袖ケ浦市（ソデガウラシ）からとった「ガウラ」に「ラーメン」を組み合わせて大衆中華ホサナの店長が命名したものである（「ガウラ」は袖ケ浦市のマスコットキャラクターの名前でもある）。

## 袖ケ浦市ご当地グルメ
純白のスープが特徴の、袖ケ浦市マスコットキャラクター「ガウラ」を名前に冠した「ホワイトガウラーメン」は、袖ケ浦を代表する新たなご当地グルメである。
2011年（平成23年）10月現在創作した、大衆中華ホサナをはじめ市内の６店 でメニューに載せている。
袖ヶ浦市観光協会ではご当地グルメとして盛り上げるために市民応援団の結成などを行っている。
2011年（平成23年）12月まで市内の6店舗でスタンプラリーを開催している。2024年現在の提供店舗は4店舗。

## ホワイトガウラーメン提供店舗
（2022年（令和4年）12月現在）
- 大衆中華ホサナ＜元祖＞
- 袖ケ浦公園 レストハウス菖蒲
- 麺処霧笛
- 天然温泉湯舞音 袖ケ浦店